# 夕輝壽太
夕輝壽太（1985年5月27日—），日本男演員。隸屬於Stardust Promotion旗下的藝人，出生於巴西。

## 主要作品

### 電視劇
- 極道鮮師3（2008年4月- 6月、日本電視台）- 飾 村山壽太
- 貓街（2008年9月25日、NHK）- 飾 高校生・清
- 恋うたドラマSP 第一夜「カムフラージュ」（2008年10月6日、TBS）- 飾 前田周作
- ギラギラ（王牌男公關）（2008年10月-12月、朝日電視台）- 飾 冬真
- 我的帥管家（2009年1月-3月、富士電視台）- 飾 木場
- 俠義看護（2009年7月～9月、富士電視台）- 飾 六車雅人
- LIAR GAME 2 (2009年10月-12月、富士電視台) - 飾 牧園ワタル
- BUNGO日本文學劇場 富美子之足 (2010年10月SP、TBS電視台) - 飾 宇之吉
- 美丘 (2010年7月-9月、日本電視台) - 飾 北村洋次
- 情報之女～國稅局查察官 (2011年4月-6月、朝日電視台) - 飾 二宮晶太
- 鈴木老師 (2010年10月-12月、朝日電視台) - 飾 續木老師
- 戀愛尼特族 (2012年1月-現在、TBS電視台) -飾 高橋明
- ST　警視庁科学特捜班sp (2013年4月10日、日本電視台) -飾 高垣刑事

### 舞台劇
- 《網球王子舞台劇》（飾 胡狼桑原）
- Absolute King 立海 feat.六角 First Service（2006年12月13日－2007年1月27日）
- Dream Live 4th
- Absolute King 立海 feat.六角 Second Service（2007年8月2日－2007年9月9日）
- The Progressive Match 比嘉 feat.立海（2007年12月12日－2008年2月11日）

### 電影
- GAGA「I am 日本人」（2006年8月、月野木隆監督）

### 廣告
- 佳能 DIGIC（2006年11月 -）
- 三得利 生啤酒（2006年11月 -）
- Capcom 任天堂wiiソフト・宝島Zバルバロスの秘宝（2007年10月 -）

### 寫真集
- nachural（2007年8月29日發售、SDP）ISBN 4903620158

包含滝口幸広、高木心平、小野健斗4人的寫真集。

### 其他演出
收費傳訊劇 春のまぼろし（2010年2月3日 - 、iTunes、富士電視台On Demand）飾演 田宮由宇

## 外部連結
- Stardust Promotion > 夕輝壽太 （页面存档备份，存于）
- Jutta Style（官方Blog） （页面存档备份，存于）
- nachural > 夕輝壽太